# Bilali
Bilali foi general do Império de Uassulu ativo sob Samori Turé (r. 1878–1898). Aparece pela primeira vez em 1894, quando derrotou em Calua uma força do fama Babemba Traoré (r. 1893–1898) liderada por Zaca. Em 1896, Isaac foi enviado no comando de um exército contra Tengrela, recém-tomada por Samori e designada a Bilali. A expedição fracassou e Babemba acusou a vila por não resistir aos invasores. Nessa altura, Bilali foi descrito como um dos melhores líderes de Samori.